# Mayevski (Slaviansk, Krasnodar)
Mayevski (del ruso: Маевский) es un jútor del raión de Slaviansk del krai de Krasnodar, en el sur de Rusia. Está situado en los arrozales situados entre los distributarios del delta del Kubán, en la orilla derecha del brazo principal de este río, poco después del lugar donde surge su distributario el Protoka, 8 km al sur de Slaviansk-na-Kubani y 68 al oeste de Krasnodar, la capital del krai. Tenía 845 habitantes en 2010.
Es cabeza del municipio Mayevskoye, al que pertenecen asimismo Serbin, Kolésnikov y Troitski.

## Historia
El nombre de la localidad deriva del apellido del oficial cosaco Manevski (nombre que derivó en Mayevski) que recibió la tierra en uso hereditario por sus servicios militares. Fue fundado en las décadas de 1860-1870 con la venta de pequeñas parcelas de tierra a otros cosacos. Se encontraba 700 m al sudoeste, en la orilla del Kubán, pero fue trasladado a su emplazamiento actual en la década de 1920 debido a las frecuentes inundaciones.

## Lugares de interés
En el centro de la población se halla el complejo memorial a los caídos en la defensa y posterior liberación de la localidad durante la Gran Guerra Patria en 1942-1943.

## Economía
El principal sector de la economía del jútor es el agrícola (OOO Mayevskiye grudy y OOO Kubán-vodservis).

## Servicios sociales
La localidad cuenta con una escuela general básica, una biblioteca y un punto de enfermería, entre otros establecimientos.